# Jackie Condon

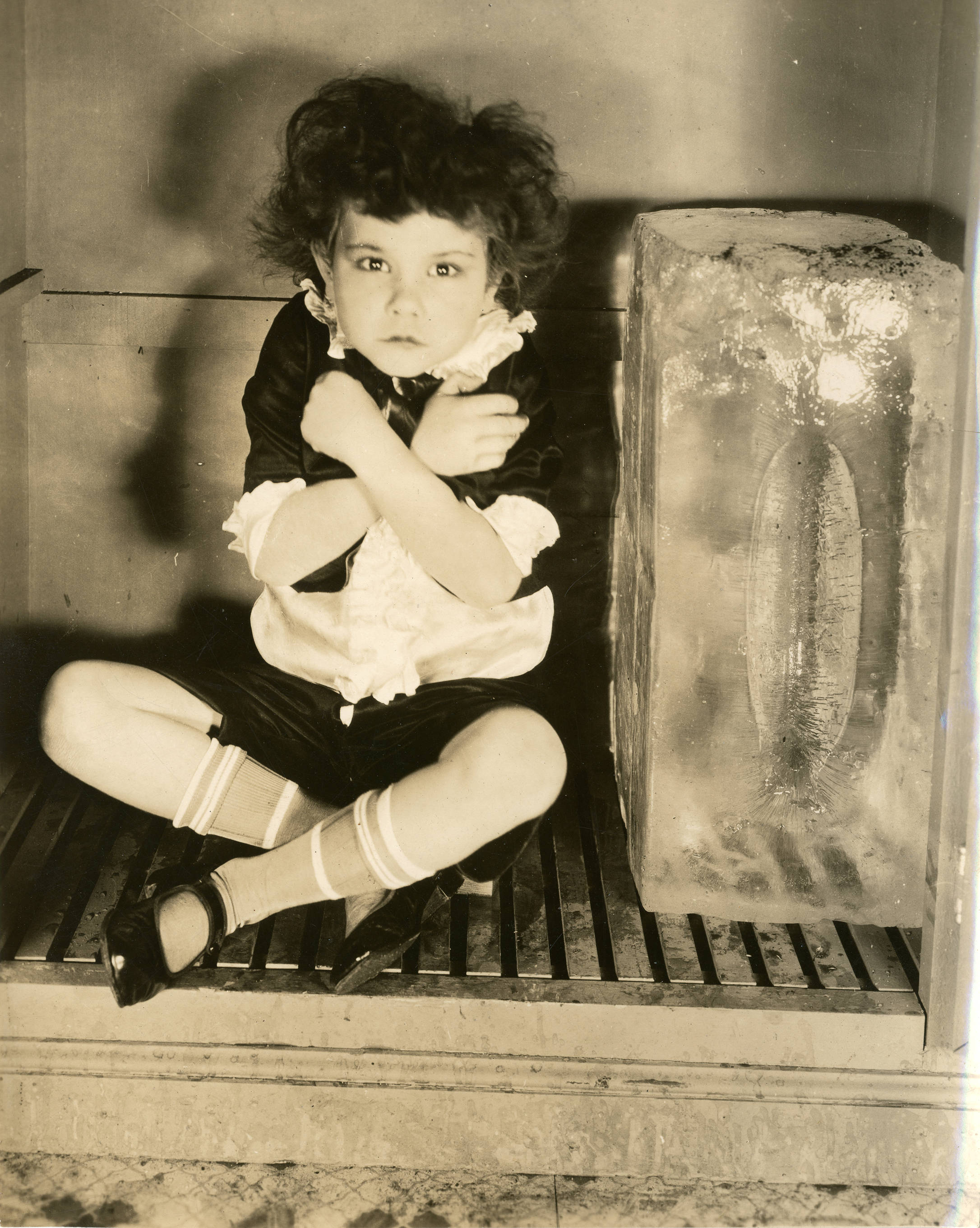
Jackie Condon auf einem Film-Standfoto (1924)

John Michael „Jackie“ Condon (* 25. März 1918 in Los Angeles, Kalifornien; † 13. Oktober 1977 in Inglewood, Kalifornien) war ein US-amerikanischer Schauspieler.

## Leben und Karriere
Bereits als Baby absolvierte Jackie Condon sein Filmdebüt neben Mabel Normand in der Komödie Jinx (1919). Zwei Jahre später war er in Mary Pickfords Literaturverfilmung Der kleine Lord (1921) zu sehen. 1922 wurde der Kinderdarsteller Mitglied der Komödienreihe Die kleinen Strolche von Produzent Hal Roach. Er spielte in den nächsten sieben Jahren in insgesamt 77 Kurzfilmen der beliebten Filmreihe. Nachdem er in den Anfangsjahren bei den Kleinen Strolchen zunächst nervige, anhängliche Kleinkinder spielte, war er später meist als Anführer der Kindergruppe zu sehen. Das Markenzeichen von Condon war seine auffällige Föhnfrisur. Außerhalb der Kleinen Strolche spielte er nur in wenigen Filmen, unter anderem in den Harold-Lloyd-Komödien Dr. Jack (1922) und Mädchenscheu (1924).
Anfang 1929 – noch vor den ersten Tonfilmen der Kleinen Strolche  – verließ Condon die Kleinen Strolche nach dem Kurzfilm Election Day (1929). Anschließend zog er sich aus dem Filmgeschäft zurück. Bei einem Auftritt in der Fernsehshow You Asked for It äußerte er 1953, ins Schauspielgeschäft zurückkehren zu wollen und hierfür Unterricht zu nehmen, doch sind keine weiteren Schauspielauftritte als Erwachsener von ihm belegt. Der verheiratete Condon arbeitete lange Jahre – wie auch sein früherer Kleine-Strolche-Kollege Joe Cobb – für den Luftfahrtkonzern Rockwell International. Er starb 1977 im Alter von 59 Jahren an einer Krebserkrankung.